# ZLM Tour 2022
La ZLM Tour 2022, 33a edició de la ZLM Tour, es disputà entre el 8 i el 12 de juny de 2022 en cinc etapes i un total de 833,6 km. La cursa formava part del calendari de l'UCI ProSeries 2022, amb una categoria 2.Pro.
El vencedor final fou el neerlandès Olav Kooij (Team Jumbo-Visma), que fou acompanyat al podi per Jakub Mareczko (Alpecin-Fenix) i Aaron Van Poucke (Sport Vlaanderen-Baloise).

## Equips
L'organització convidà a prendre part en la cursa a divuit equips:
| WorldTeams (3)- Jumbo-Visma - Ineos Grenadiers - Team DSM ProTeams (5)- Alpecin-Fenix - Bingoal Pauwels Sauces WB - Burgos-BH - Human Powered Health - Sport Vlaanderen-Baloise Equips continentals (9)- À Bloc CT - Allinq Continental Cycling Team - BEAT Cycling - Metec-Solarwatt p/b Mantel - VolkerWessels Cycling Team - Bike Aid - Riwal - Tarteletto-Isorex - EvoPro Racing Equip nacional- Països Baixos |
| |

## Etapes
| Etapa    | Data       | Ciutats d'etapa      | type        | Distància (km) | Desnivell (m) | Vencedor de l'etapa | Líder de la general |
| -------- | ---------- | -------------------- | ----------- | -------------- | ------------- | ------------------- | ------------------- |
| 1a etapa | 8 de juny  | Kapelle – Kapelle    | etapa plana | 100,9          | 175 m         | Olav Kooij          | Olav Kooij          |
| 2a etapa | 9 de juny  | Veere – Goes         | etapa plana | 183,2          | 103 m         | Olav Kooij          | Olav Kooij          |
| 3a etapa | 10 de juny | Heythuysen – Buchten | etapa plana | 192,5          | 1.247 m       | Jakub Mareczko      | Olav Kooij          |
| 4a etapa | 11 de juny | Rucphen – Mierlo     | etapa plana | 196,5          | 204 m         | Timothy Dupont      | Olav Kooij          |
| 5a etapa | 12 de juny | Made – Rijsbergen    | etapa plana | 160,5          | 113 m         | Olav Kooij          | Olav Kooij          |

### 1a etapa
| \| Classificació de l'etapa \| Classificació de l'etapa \| Classificació de l'etapa \| Classificació de l'etapa \| Classificació de l'etapa \| \| Corredor \| Corredor \| Equip \| Temps \| \| \| ------------------------ \| ------------------------- \| -------------------------- \| ------------------------ \| ------------------------ \| \| 1r \| Olav Kooij \| Jumbo-Visma \| 2h 08' 27" \| \| \| 2n \| Jakub Mareczko \| Alpecin-Fenix \| + 0" \| \| \| 3r \| Elia Viviani \| Ineos Grenadiers \| + 0" \| \| \| 4t \| Sam Welsford \| Team DSM \| + 0" \| \| \| 5è \| Arvid de Kleijn \| Human Powered Health \| + 0" \| \| \| 6è \| Bram Welten \| Groupama-FDJ \| + 0" \| \| \| 7è \| Alexander Salby \| Riwal Cycling Team \| + 0" \| \| \| 8è \| Daan van Sintmaartensdijk \| VolkerWessels Cycling Team \| + 0" \| \| \| 9è \| Tim Van Dijke \| Jumbo-Visma \| + 0" \| \| \| 10è \| Joren Bloem \| À Bloc CT \| + 0" \| \| |                           |                            |            |
| |                           |                            |            |
| Font: ProCyclingStats |                           |                            |            |
| Classificació de l'etapa |                           |                            |            |
| Corredor | Corredor                  | Equip                      | Temps      |
| 1r | Olav Kooij                | Jumbo-Visma                | 2h 08' 27" |
| 2n | Jakub Mareczko            | Alpecin-Fenix              | + 0"       |
| 3r | Elia Viviani              | Ineos Grenadiers           | + 0"       |
| 4t | Sam Welsford              | Team DSM                   | + 0"       |
| 5è | Arvid de Kleijn           | Human Powered Health       | + 0"       |
| 6è | Bram Welten               | Groupama-FDJ               | + 0"       |
| 7è | Alexander Salby           | Riwal Cycling Team         | + 0"       |
| 8è | Daan van Sintmaartensdijk | VolkerWessels Cycling Team | + 0"       |
| 9è | Tim Van Dijke             | Jumbo-Visma                | + 0"       |
| 10è | Joren Bloem               | À Bloc CT                  | + 0"       |

| \| Classificació general \| Classificació general \| Classificació general \| Classificació general \| Classificació general \| \| Corredor \| Corredor \| Equip \| Temps \| \| \| --------------------- \| --------------------- \| ------------------------------- \| --------------------- \| --------------------- \| \| 1r \| Olav Kooij \| Jumbo-Visma \| 2h 08' 18" \| \| \| 2n \| Jakub Mareczko \| Alpecin-Fenix \| + 4" \| \| \| 3r \| Aaron Van Poucke \| Sport Vlaanderen-Baloise \| + 5" \| \| \| 4t \| Elia Viviani \| Ineos Grenadiers \| + 6" \| \| \| 5è \| Arne Peters \| Allinq Continental Cycling Team \| + 6" \| \| \| 6è \| Sam Welsford \| Team DSM \| + 7" \| \| \| 7è \| Ben Turner \| Ineos Grenadiers \| + 8" \| \| \| 8è \| Wesley Mol \| Bike Aid \| + 8" \| \| \| 9è \| Tim Van Dijke \| Jumbo-Visma \| + 9" \| \| \| 10è \| Thijs de Lange \| Metec-Solarwatt p/b Mantel \| + 9" \| \| |                  |                                 |            |
| |                  |                                 |            |
| Font: ProCyclingStats |                  |                                 |            |
| Classificació general |                  |                                 |            |
| Corredor | Corredor         | Equip                           | Temps      |
| 1r | Olav Kooij       | Jumbo-Visma                     | 2h 08' 18" |
| 2n | Jakub Mareczko   | Alpecin-Fenix                   | + 4"       |
| 3r | Aaron Van Poucke | Sport Vlaanderen-Baloise        | + 5"       |
| 4t | Elia Viviani     | Ineos Grenadiers                | + 6"       |
| 5è | Arne Peters      | Allinq Continental Cycling Team | + 6"       |
| 6è | Sam Welsford     | Team DSM                        | + 7"       |
| 7è | Ben Turner       | Ineos Grenadiers                | + 8"       |
| 8è | Wesley Mol       | Bike Aid                        | + 8"       |
| 9è | Tim Van Dijke    | Jumbo-Visma                     | + 9"       |
| 10è | Thijs de Lange   | Metec-Solarwatt p/b Mantel      | + 9"       |

### 2a etapa
| \| Classificació de l'etapa \| Classificació de l'etapa \| Classificació de l'etapa \| Classificació de l'etapa \| Classificació de l'etapa \| \| Corredor \| Corredor \| Equip \| Temps \| \| \| ------------------------ \| ------------------------ \| ------------------------- \| ------------------------ \| ------------------------ \| \| 1r \| Olav Kooij \| Jumbo-Visma \| 3h 45' 38" \| \| \| 2n \| Elia Viviani \| Ineos Grenadiers \| + 0" \| \| \| 3r \| Aaron Van Poucke \| Sport Vlaanderen-Baloise \| + 0" \| \| \| 4t \| Arvid de Kleijn \| Human Powered Health \| + 0" \| \| \| 5è \| Tomáš Kopecký \| À Bloc CT \| + 0" \| \| \| 6è \| Karl Patrick Lauk \| Bingoal Pauwels Sauces WB \| + 0" \| \| \| 7è \| Jan-Willem van Schip \| BEAT Cycling \| + 0" \| \| \| 8è \| Ceriel Desal \| Bingoal Pauwels Sauces WB \| + 0" \| \| \| 9è \| Ben Turner \| Ineos Grenadiers \| + 0" \| \| \| 10è \| Mick van Dijke \| Jumbo-Visma \| + 0" \| \| |                      |                           |            |
| |                      |                           |            |
| Font: ProCyclingStats |                      |                           |            |
| Classificació de l'etapa |                      |                           |            |
| Corredor | Corredor             | Equip                     | Temps      |
| 1r | Olav Kooij           | Jumbo-Visma               | 3h 45' 38" |
| 2n | Elia Viviani         | Ineos Grenadiers          | + 0"       |
| 3r | Aaron Van Poucke     | Sport Vlaanderen-Baloise  | + 0"       |
| 4t | Arvid de Kleijn      | Human Powered Health      | + 0"       |
| 5è | Tomáš Kopecký        | À Bloc CT                 | + 0"       |
| 6è | Karl Patrick Lauk    | Bingoal Pauwels Sauces WB | + 0"       |
| 7è | Jan-Willem van Schip | BEAT Cycling              | + 0"       |
| 8è | Ceriel Desal         | Bingoal Pauwels Sauces WB | + 0"       |
| 9è | Ben Turner           | Ineos Grenadiers          | + 0"       |
| 10è | Mick van Dijke       | Jumbo-Visma               | + 0"       |

| \| Classificació general \| Classificació general \| Classificació general \| Classificació general \| Classificació general \| \| Corredor \| Corredor \| Equip \| Temps \| \| \| --------------------- \| --------------------- \| -------------------------- \| --------------------- \| --------------------- \| \| 1r \| Olav Kooij \| Jumbo-Visma \| 5h 53' 43" \| \| \| 2n \| Elia Viviani \| Ineos Grenadiers \| + 9" \| \| \| 3r \| Aaron Van Poucke \| Sport Vlaanderen-Baloise \| + 12" \| \| \| 4t \| Jakub Mareczko \| Alpecin-Fenix \| + 16" \| \| \| 5è \| Karl Patrick Lauk \| Bingoal Pauwels Sauces WB \| + 19" \| \| \| 6è \| Ben Turner \| Ineos Grenadiers \| + 20" \| \| \| 7è \| Thijs de Lange \| Metec-Solarwatt p/b Mantel \| + 21" \| \| \| 8è \| Arvid de Kleijn \| Human Powered Health \| + 22" \| \| \| 9è \| Tomáš Kopecký \| À Bloc CT \| + 22" \| \| \| 10è \| Jan-Willem van Schip \| BEAT Cycling \| + 22" \| \| |                      |                            |            |
| |                      |                            |            |
| Font: ProCyclingStats |                      |                            |            |
| Classificació general |                      |                            |            |
| Corredor | Corredor             | Equip                      | Temps      |
| 1r | Olav Kooij           | Jumbo-Visma                | 5h 53' 43" |
| 2n | Elia Viviani         | Ineos Grenadiers           | + 9"       |
| 3r | Aaron Van Poucke     | Sport Vlaanderen-Baloise   | + 12"      |
| 4t | Jakub Mareczko       | Alpecin-Fenix              | + 16"      |
| 5è | Karl Patrick Lauk    | Bingoal Pauwels Sauces WB  | + 19"      |
| 6è | Ben Turner           | Ineos Grenadiers           | + 20"      |
| 7è | Thijs de Lange       | Metec-Solarwatt p/b Mantel | + 21"      |
| 8è | Arvid de Kleijn      | Human Powered Health       | + 22"      |
| 9è | Tomáš Kopecký        | À Bloc CT                  | + 22"      |
| 10è | Jan-Willem van Schip | BEAT Cycling               | + 22"      |

### 3a etapa
| \| Classificació de l'etapa \| Classificació de l'etapa \| Classificació de l'etapa \| Classificació de l'etapa \| Classificació de l'etapa \| \| Corredor \| Corredor \| Equip \| Temps \| \| \| ------------------------ \| ------------------------ \| ------------------------ \| ------------------------ \| ------------------------ \| \| 1r \| Jakub Mareczko \| Alpecin-Fenix \| 4h 27' 36" \| \| \| 2n \| Olav Kooij \| Jumbo-Visma \| + 0" \| \| \| 3r \| Alexander Salby \| Riwal Cycling Team \| + 0" \| \| \| 4t \| Elia Viviani \| Ineos Grenadiers \| + 0" \| \| \| 5è \| Milan Fretin \| Sport Vlaanderen-Baloise \| + 0" \| \| \| 6è \| Sam Welsford \| Team DSM \| + 0" \| \| \| 7è \| Mick van Dijke \| Jumbo-Visma \| + 0" \| \| \| 8è \| Bram Welten \| Groupama-FDJ \| + 0" \| \| \| 9è \| Arvid de Kleijn \| Human Powered Health \| + 0" \| \| \| 10è \| Yoeri Havik \| BEAT Cycling \| + 0" \| \| |                 |                          |            |
| |                 |                          |            |
| Font: ProCyclingStats |                 |                          |            |
| Classificació de l'etapa |                 |                          |            |
| Corredor | Corredor        | Equip                    | Temps      |
| 1r | Jakub Mareczko  | Alpecin-Fenix            | 4h 27' 36" |
| 2n | Olav Kooij      | Jumbo-Visma              | + 0"       |
| 3r | Alexander Salby | Riwal Cycling Team       | + 0"       |
| 4t | Elia Viviani    | Ineos Grenadiers         | + 0"       |
| 5è | Milan Fretin    | Sport Vlaanderen-Baloise | + 0"       |
| 6è | Sam Welsford    | Team DSM                 | + 0"       |
| 7è | Mick van Dijke  | Jumbo-Visma              | + 0"       |
| 8è | Bram Welten     | Groupama-FDJ             | + 0"       |
| 9è | Arvid de Kleijn | Human Powered Health     | + 0"       |
| 10è | Yoeri Havik     | BEAT Cycling             | + 0"       |

| \| Classificació general \| Classificació general \| Classificació general \| Classificació general \| Classificació general \| \| Corredor \| Corredor \| Equip \| Temps \| \| \| --------------------- \| --------------------- \| ------------------------- \| --------------------- \| --------------------- \| \| 1r \| Olav Kooij \| Jumbo-Visma \| 10h 21' 13" \| \| \| 2n \| Jakub Mareczko \| Alpecin-Fenix \| + 12" \| \| \| 3r \| Elia Viviani \| Ineos Grenadiers \| + 15" \| \| \| 4t \| Aaron Van Poucke \| Sport Vlaanderen-Baloise \| + 18" \| \| \| 5è \| Karl Patrick Lauk \| Bingoal Pauwels Sauces WB \| + 25" \| \| \| 6è \| Ben Turner \| Ineos Grenadiers \| + 26" \| \| \| 7è \| Mick van Dijke \| Jumbo-Visma \| + 27" \| \| \| 8è \| Arvid de Kleijn \| Human Powered Health \| + 28" \| \| \| 9è \| Jan-Willem van Schip \| BEAT Cycling \| + 28" \| \| \| 10è \| Tomáš Kopecký \| À Bloc CT \| + 28" \| \| |                      |                           |             |
| |                      |                           |             |
| Font: ProCyclingStats |                      |                           |             |
| Classificació general |                      |                           |             |
| Corredor | Corredor             | Equip                     | Temps       |
| 1r | Olav Kooij           | Jumbo-Visma               | 10h 21' 13" |
| 2n | Jakub Mareczko       | Alpecin-Fenix             | + 12"       |
| 3r | Elia Viviani         | Ineos Grenadiers          | + 15"       |
| 4t | Aaron Van Poucke     | Sport Vlaanderen-Baloise  | + 18"       |
| 5è | Karl Patrick Lauk    | Bingoal Pauwels Sauces WB | + 25"       |
| 6è | Ben Turner           | Ineos Grenadiers          | + 26"       |
| 7è | Mick van Dijke       | Jumbo-Visma               | + 27"       |
| 8è | Arvid de Kleijn      | Human Powered Health      | + 28"       |
| 9è | Jan-Willem van Schip | BEAT Cycling              | + 28"       |
| 10è | Tomáš Kopecký        | À Bloc CT                 | + 28"       |

### 4a etapa
| \| Classificació de l'etapa \| Classificació de l'etapa \| Classificació de l'etapa \| Classificació de l'etapa \| Classificació de l'etapa \| \| Corredor \| Corredor \| Equip \| Temps \| \| \| ------------------------ \| ------------------------- \| -------------------------- \| ------------------------ \| ------------------------ \| \| 1r \| Timothy Dupont \| Bingoal Pauwels Sauces WB \| 4h 12' 57" \| \| \| 2n \| Olav Kooij \| Jumbo-Visma \| + 0" \| \| \| 3r \| Elia Viviani \| Ineos Grenadiers \| + 0" \| \| \| 4t \| Arvid de Kleijn \| Human Powered Health \| + 0" \| \| \| 5è \| Alexander Salby \| Riwal Cycling Team \| + 0" \| \| \| 6è \| Jakub Mareczko \| Alpecin-Fenix \| + 0" \| \| \| 7è \| Bram Welten \| Groupama-FDJ \| + 0" \| \| \| 8è \| Daan van Sintmaartensdijk \| VolkerWessels Cycling Team \| + 0" \| \| \| 9è \| Raymond Kreder \| Team Ukyo \| + 0" \| \| \| 10è \| Jesper Rasch \| À Bloc CT \| + 0" \| \| |                           |                            |            |
| |                           |                            |            |
| Font: ProCyclingStats |                           |                            |            |
| Classificació de l'etapa |                           |                            |            |
| Corredor | Corredor                  | Equip                      | Temps      |
| 1r | Timothy Dupont            | Bingoal Pauwels Sauces WB  | 4h 12' 57" |
| 2n | Olav Kooij                | Jumbo-Visma                | + 0"       |
| 3r | Elia Viviani              | Ineos Grenadiers           | + 0"       |
| 4t | Arvid de Kleijn           | Human Powered Health       | + 0"       |
| 5è | Alexander Salby           | Riwal Cycling Team         | + 0"       |
| 6è | Jakub Mareczko            | Alpecin-Fenix              | + 0"       |
| 7è | Bram Welten               | Groupama-FDJ               | + 0"       |
| 8è | Daan van Sintmaartensdijk | VolkerWessels Cycling Team | + 0"       |
| 9è | Raymond Kreder            | Team Ukyo                  | + 0"       |
| 10è | Jesper Rasch              | À Bloc CT                  | + 0"       |

| \| Classificació general \| Classificació general \| Classificació general \| Classificació general \| Classificació general \| \| Corredor \| Corredor \| Equip \| Temps \| \| \| --------------------- \| --------------------- \| ------------------------- \| --------------------- \| --------------------- \| \| 1r \| Olav Kooij \| Jumbo-Visma \| 14h 34' 04" \| \| \| 2n \| Elia Viviani \| Ineos Grenadiers \| + 17" \| \| \| 3r \| Jakub Mareczko \| Alpecin-Fenix \| + 18" \| \| \| 4t \| Aaron Van Poucke \| Sport Vlaanderen-Baloise \| + 24" \| \| \| 5è \| Karl Patrick Lauk \| Bingoal Pauwels Sauces WB \| + 31" \| \| \| 6è \| Ben Turner \| Ineos Grenadiers \| + 32" \| \| \| 7è \| Mick van Dijke \| Jumbo-Visma \| + 33" \| \| \| 8è \| Arvid de Kleijn \| Human Powered Health \| + 34" \| \| \| 9è \| Jan-Willem van Schip \| BEAT Cycling \| + 34" \| \| \| 10è \| Tomáš Kopecký \| À Bloc CT \| + 34" \| \| |                      |                           |             |
| |                      |                           |             |
| Font: ProCyclingStats |                      |                           |             |
| Classificació general |                      |                           |             |
| Corredor | Corredor             | Equip                     | Temps       |
| 1r | Olav Kooij           | Jumbo-Visma               | 14h 34' 04" |
| 2n | Elia Viviani         | Ineos Grenadiers          | + 17"       |
| 3r | Jakub Mareczko       | Alpecin-Fenix             | + 18"       |
| 4t | Aaron Van Poucke     | Sport Vlaanderen-Baloise  | + 24"       |
| 5è | Karl Patrick Lauk    | Bingoal Pauwels Sauces WB | + 31"       |
| 6è | Ben Turner           | Ineos Grenadiers          | + 32"       |
| 7è | Mick van Dijke       | Jumbo-Visma               | + 33"       |
| 8è | Arvid de Kleijn      | Human Powered Health      | + 34"       |
| 9è | Jan-Willem van Schip | BEAT Cycling              | + 34"       |
| 10è | Tomáš Kopecký        | À Bloc CT                 | + 34"       |

### 5a etapa
| \| Classificació de l'etapa \| Classificació de l'etapa \| Classificació de l'etapa \| Classificació de l'etapa \| Classificació de l'etapa \| \| Corredor \| Corredor \| Equip \| Temps \| \| \| ------------------------ \| ------------------------- \| -------------------------- \| ------------------------ \| ------------------------ \| \| 1r \| Olav Kooij \| Jumbo-Visma \| 3h 27' 45" \| \| \| 2n \| Alexander Salby \| Riwal Cycling Team \| + 0" \| \| \| 3r \| Sam Welsford \| Team DSM \| + 0" \| \| \| 4t \| Timothy Dupont \| Bingoal Pauwels Sauces WB \| + 0" \| \| \| 5è \| Jakub Mareczko \| Alpecin-Fenix \| + 0" \| \| \| 6è \| Daan van Sintmaartensdijk \| VolkerWessels Cycling Team \| + 0" \| \| \| 7è \| Yoeri Havik \| BEAT Cycling \| + 0" \| \| \| 8è \| Jan-Willem van Schip \| BEAT Cycling \| + 0" \| \| \| 9è \| Bram Welten \| Groupama-FDJ \| + 0" \| \| \| 10è \| Magnus Sheffield \| Ineos Grenadiers \| + 0" \| \| |                           |                            |            |
| |                           |                            |            |
| Font: ProCyclingStats |                           |                            |            |
| Classificació de l'etapa |                           |                            |            |
| Corredor | Corredor                  | Equip                      | Temps      |
| 1r | Olav Kooij                | Jumbo-Visma                | 3h 27' 45" |
| 2n | Alexander Salby           | Riwal Cycling Team         | + 0"       |
| 3r | Sam Welsford              | Team DSM                   | + 0"       |
| 4t | Timothy Dupont            | Bingoal Pauwels Sauces WB  | + 0"       |
| 5è | Jakub Mareczko            | Alpecin-Fenix              | + 0"       |
| 6è | Daan van Sintmaartensdijk | VolkerWessels Cycling Team | + 0"       |
| 7è | Yoeri Havik               | BEAT Cycling               | + 0"       |
| 8è | Jan-Willem van Schip      | BEAT Cycling               | + 0"       |
| 9è | Bram Welten               | Groupama-FDJ               | + 0"       |
| 10è | Magnus Sheffield          | Ineos Grenadiers           | + 0"       |

## Classificació final
| \| Classificació general \| Classificació general \| Classificació general \| Classificació general \| Classificació general \| \| Corredor \| Corredor \| Equip \| Temps \| \| \| --------------------- \| --------------------- \| ------------------------- \| --------------------- \| --------------------- \| \| 1r \| Olav Kooij \| Jumbo-Visma \| 18h 01' 39" \| \| \| 2n \| Jakub Mareczko \| Alpecin-Fenix \| + 28" \| \| \| 3r \| Aaron Van Poucke \| Sport Vlaanderen-Baloise \| + 34" \| \| \| 4t \| Karl Patrick Lauk \| Bingoal Pauwels Sauces WB \| + 41" \| \| \| 5è \| Ben Turner \| Ineos Grenadiers \| + 42" \| \| \| 6è \| Mick van Dijke \| Jumbo-Visma \| + 43" \| \| \| 7è \| Jan-Willem van Schip \| BEAT Cycling \| + 44" \| \| \| 8è \| Tomáš Kopecký \| À Bloc CT \| + 44" \| \| \| 9è \| Tosh Van der Sande \| Jumbo-Visma \| + 44" \| \| \| 10è \| Ceriel Desal \| Bingoal Pauwels Sauces WB \| + 44" \| \| |                      |                           |             |
| |                      |                           |             |
| Font: ProCyclingStats |                      |                           |             |
| Classificació general |                      |                           |             |
| Corredor | Corredor             | Equip                     | Temps       |
| 1r | Olav Kooij           | Jumbo-Visma               | 18h 01' 39" |
| 2n | Jakub Mareczko       | Alpecin-Fenix             | + 28"       |
| 3r | Aaron Van Poucke     | Sport Vlaanderen-Baloise  | + 34"       |
| 4t | Karl Patrick Lauk    | Bingoal Pauwels Sauces WB | + 41"       |
| 5è | Ben Turner           | Ineos Grenadiers          | + 42"       |
| 6è | Mick van Dijke       | Jumbo-Visma               | + 43"       |
| 7è | Jan-Willem van Schip | BEAT Cycling              | + 44"       |
| 8è | Tomáš Kopecký        | À Bloc CT                 | + 44"       |
| 9è | Tosh Van der Sande   | Jumbo-Visma               | + 44"       |
| 10è | Ceriel Desal         | Bingoal Pauwels Sauces WB | + 44"       |

## Evolució de les classificacions
| Etapa | Vencedor       | Classificació general | Classificació per punts | Classificació dels joves | Classificació per equips |
| ----- | -------------- | --------------------- | ----------------------- | ------------------------ | ------------------------ |
| 1     | Olav Kooij     | Olav Kooij            | Olav Kooij              | Olav Kooij               | Team DSM                 |
| 2     | Olav Kooij     | Olav Kooij            | Olav Kooij              | Olav Kooij               | Ineos Grenadiers         |
| 3     | Jakub Mareczko | Olav Kooij            | Olav Kooij              | Olav Kooij               | Team Jumbo-Visma         |
| 4     | Timothy Dupont | Olav Kooij            | Olav Kooij              | Olav Kooij               | Team Jumbo-Visma         |
| 5     | Olav Kooij     | Olav Kooij            | Olav Kooij              | Olav Kooij               | Team Jumbo-Visma         |
| Final | Final          | Olav Kooij            | Olav Kooij              | Olav Kooij               | Team Jumbo-Visma         |